# Brassica incana
Brassica incana (капуста кримська як Brassica taurica) — вид рослин з родини капустяних (Brassicaceae), поширений в Італії, Хорватії, Албанії, Греції; в Україні можливо інтродукований.

## Опис
Однорічна рослина 100–150 см заввишки. Стебла сильно потовщені й при основі здерев'янілі. Розетки листків зимують, сизувато-зелені; листки ліроподібні.

## Поширення
Поширений в Італії, Хорватії, Албанії, Греції; в Україні можливо інтродукований.
В Україні вид зростає на схилах до моря біля гори Аюдаг на ПБК, дуже рідко.